# 真下五一
真下 五一（ましも ごいち、1906年5月5日 - 1979年3月23日）は、日本の作家。本名は林 五市。

## 人物・来歴
京都府中郡峰山町（現・京丹後市）生まれ。明治大学商学部卒。教師をしながら文学を志す。1939年「暖簾」で芥川賞候補、同年「仏間会議」で同候補。1968年京都市文化功労者。
伝記小説、歴史小説、京都の生活に関する随筆などを書いた。

## 著書
- 『京都 長篇小説』赤塚書房 1940
- 『鯉の髭』萠文社 1940
- 『人間以上』東陽閣 1941
- 『京の魔術 随筆』人文閣 1942
- 『のれんのうちそと』赤門書房 1942
- 『琵琶湖疏水物語』スメル書房 1943 「美しき山川」京都新聞社 1948
- 『或る職長の手記』大阪新聞社 1944
- 『樋口一葉ものがたり』宝雲舎 1949
- 『黒い花束』偕成社 1950
- 『ナイチンゲール』小峰書店（小学生文庫） 1950
- 『尾崎行雄物語 民主の父』目黒書店 1951
- 『湯川秀樹物語 ノーベル賞にかがやく』実業之日本社 1952.1
- 『ねごと随筆』高風館 1956
- 『京都物語』隆文館 1957
- 『地上の星 新島襄伝』現代社 1958 のち春陽文庫
- 『京都の人』講談社 1958
- 『へちまの水 正岡子規の生涯』刀江書院 1959
- 『情炎の美姫』川津書店 1959 のち春陽文庫
- 『京女絵巻 小野小町から舞妓まで』潮文社 1964
- 『正岡子規』佼成出版社 1966
- 『京のつけもの』真珠書院（パール新書）1966
- 『友禅物語』ルック社 1967
- 『風雪ノーベル賞 湯川秀樹』パリ書房 1967
- 『西陣 きもののふるさと』新興書房 1968
- 『九条武子』オリオン出版社 1969
- 『京の墓 紫式部から潤一郎まで』朝日新聞社 1969
- 『芥川賞の亡者たち』R出版 1971
- 『菅原道真生誕地の研究』風間書房 1972
- 『沢庵禅師』春陽堂書店（サン・ポケット・ブックス）1972
- 『京都の心』南窓社 1972
- 『京ことば集』芸術生活社 1972 「京ことば事典」アートダイジェスト 2006
- 『漬物風物誌』東京書房社 1972
- 『小林一茶』春陽文庫 1973
- 『親鸞入門』日本文芸社（ダルマ・ブックス）1973
- 『啄木 その愛と死』三笠書房 1973
- 『漂泊の歌人僧 愚庵・蓮月尼伝』日貿出版社 1974
- 『一休 行雲流水の人』国書刊行会 1975
- 『西行 幽玄の人』国書刊行会 1975
- 『虚子 花鳥諷詠の俳人』国書刊行会 1976
- 『この母の生き方』明治図書出版（シリーズ・現代家庭教育新書）1977
- 『遊草の二人 潤一郎と勇』学芸書林 1977.4
- 『人間夏目漱石』日刊工業新聞社 1977.11
- 『西陣きもの史』源流社 1977.12
- 『小説新島襄』上毛新聞社、1977
- 『女は月か太陽か 歴史に探る』源流社 1978.5
- 『黒人ワシントン』太平出版社（母と子の図書室）1979